# La bella vita
La bella vita è un film italiano del 1994 diretto da Paolo Virzì, all'esordio nella regia.
Con questa sua opera prima Virzì ha conquistato sia il David di Donatello che il Nastro d'argento come miglior regista esordiente.

## Trama
Bruno e Mirella sono sposati da pochi anni. Lui è un operaio metalmeccanico e lei lavora come cassiera in un supermercato. Il loro matrimonio entra in crisi per due motivi: il primo è che lui affronta un periodo di depressione, come conseguenza della perdita del posto di lavoro (siamo negli anni '90 e viene avviata la dismissione di una parte delle acciaierie di Piombino), il secondo è che Mirella, attratta dalla illusione di una vita più comoda e mondana, si lascia sedurre da Gerry Fumo, "divo" di una piccola emittente televisiva locale. Dopo la dolorosa separazione, Bruno riuscirà lentamente a ricostruire la sua esistenza, mentre Mirella si rende conto che quella per Gerry Fumo era solo un'infatuazione.

## Riconoscimenti
- 1995 - David di Donatello
  - Miglior regista esordiente a Paolo Virzì
  - Candidatura Migliore attrice protagonista a Sabrina Ferilli
- 1995 - Nastro d'argento
  - Miglior regista esordiente a Paolo Virzì
  - Migliore attrice protagonista a Sabrina Ferilli
  - Candidatura Migliore sceneggiatura a Francesco Bruni e Paolo Virzì
- 1995 - Globo d'oro
  - Candidatura Miglior opera prima a Paolo Virzì
- 1995 - Ciak d'oro
  - Miglior opera prima a Paolo Virzì[1]
  - Migliore attrice protagonista a Sabrina Ferilli[1]